# Rosita (Film)
Rosita ist ein US-amerikanischer Stummfilm aus dem Jahre 1923. Unter der Regie von Ernst Lubitsch spielt Mary Pickford die Titelrolle einer Straßensängerin.

## Handlung
Sevilla in längst vergangenen Zeiten. Rosita ist eine Straßensängerin, die sich selbst an der Gitarre begleitet. Die lebhafte Spanierin macht mit ihren Spottliedern auch vor dem König nicht halt, der sie daraufhin kennenlernen will, um die Richtigkeit der Gerüchte zu überprüfen. Einerseits ist er fasziniert von ihr, andererseits kann er ihr Verhalten ihm gegenüber nicht durchgehen lassen, wenn er seine Autorität wahren will. Und so verhaften seine Garden Rosita und werfen sie in den Kerker. Im selben Moment kreuzt der Edelmann Don Diego de Bazan ihren Weg und sieht, welch Ungemach der schönen Frau durch des Königs Garden geschieht. In einem Degenduell versucht er sie ritterlich zu verteidigen. Dafür, dass sich der Hauptmann für sie einsetzt, landet auch er im Gefängnis. Diego wird, ohne dass Rosita davon erfährt, zum Tode verurteilt. 
Der König indes, der ein Auge auf Rosita geworfen hat, setzt alles daran, die leidenschaftliche Sängerin und Gitarrenspielerin gefügig zu machen. Er will sie als seine Konkubine und bringt Rosita deshalb in einem goldenen Käfig in Form einer luxuriösen, hochherrschaftlichen Landvilla unter. Rositas Mutter möchte für ihre Tochter nur das Beste und insistiert, dass, wenn Rosita schon die Geliebte des Königs werde, sie wenigstens gesellschaftliches Ansehen erhalte. Und so entscheidet der Monarch, dass die Widerwillige mit einem maskierten Nobelmann vermählt werden solle. So soll Rosita wenigstens eine Geliebte mit reputabler Herkunft und vorzeigbarem Titel sein. Einen Kandidaten für diese Farce hat er auch schon ausgeguckt.
Der König wählt den zum Tode verurteilten Don Diego, im festen Glauben, dass er damit zwei Fliegen mit einer Klappe schlägt: Rosita wird qua Ehe „geadelt“ und unmittelbar darauf gleich wieder zur Witwe gemacht, so dass er bei ihr freie Bahn hat. Don Diego stimmt der makaberen Übereinkunft zu, da ihm der König im Gegenzug seine Bitte gewährt, wie ein Soldat „ehrenvoll“ erschossen anstatt aufgehängt zu werden, wie ursprünglich geplant. In der Kirche begegnen sich Diego und Rosita wieder. Sie ist verschleiert, und er wird mit einer Augenbinde in das Gotteshaus geführt. Nach der grotesken Zeremonie möchte Rosita sehen, wen sie soeben geheiratet hat. Sie reißt sich den Schleier herunter und Diego die Maske. Beide sind völlig überwältigt und umarmen sich. Dann wird Diego von seinen Wärtern wieder in seine Zelle geführt, während Rosita sofort zum König eilt, um für Diego um Gnade zu bitten. Doch der König zeigt sich unnachgiebig in seiner Wut auf den Mann, der ihm mehr und mehr zum Konkurrenten um die Gunst Rositas geworden ist. 
Als Don Diego füsiliert werden soll, ist es die Königin, die ihrem untreuen Mann ein Schnippchen schlägt. Sie hat veranlasst, dass die Gewehrkugeln gegen Platzpatronen ausgetauscht wurden. Im Gefängnishof fallen Schüsse, und Don Diego fällt mutmaßlich „getroffen“ zu Boden. Er spielt wie verabredet seinen eigenen Tod. Sein „Leichnam“ wird zurück in die Villa verbracht und aufgebahrt. Gleich nebenan versucht der lüsterne König die vor Trauer zerrissene Rosita bei einem trauten Tête-à-Tête auf seine ganz eigene Art zu „trösten“. Voller Hass gegen den Mann, der ihr vermeintlich den Liebsten genommen hat, ergreift Rosita des Königs Dolch und will auf ihn einstechen. Da springt der totgeglaubte Diego von seiner mit Kandelabern eingerahmten Bahre auf, woraufhin die zu Tode erschrockene Rosita augenblicklich von ihrem Mordplan ablässt. Süffisant bedankt sich Don Diego mit den Worten „Danke für Ihre Freundlichkeit“ beim König für die Eheschließung mit Rosita. Dieser nickt ihm mit gequältem Lächeln huldvoll zu. Auch Rosita dankt, im Glauben, dass er Diego nie erschießen lassen wollte, dem Monarchen überschwänglich, der ob soviel ungewollter Zuneigung daraufhin ebenso genervt wie fluchtartig den Saal verlässt. Draußen vor der Villa wartet bereits die Königin in der Kutsche und macht ihrem Gatten klar, dass sie die Strippen in der Affäre gezogen habe, um Rosita als lästige Konkurrentin auf elegante Weise loszuwerden.

## Produktionsnotizen
Gedreht wurde der Film in der ersten Jahreshälfte 1923. Lubitsch war am 12. Dezember 1922 für ein Filmprojekt mit Mary Pickford in die USA gereist. Nachdem sich verschiedene Projekte („Dorothy Vernon of Haddon Hall“, „Faust“) zerschlagen hatten, lief die Zusammenarbeit auf eine Umsetzung der Oper Don Cesar von Bazan (von Jules Massenet, 1872) hinaus. Die Uraufführung von Rosita war am 3. September 1923. In Deutschland lief der Film im August 1924 an. In Österreich konnte man den Streifen unter dem Titel Rosita, die Straßensängerin ab 1925 sehen.
Der Film spielte in den USA je nach Quelle zwischen 900.000 und einer Million Dollar ein und war damit ein kommerzieller Erfolg. Auch die Kritiken begegneten dem Streifen recht wohlwollend.
George Walsh war der jüngere Bruder des Regieveteranen Raoul Walsh, der an Rosita ungenannt als Co-Regisseur beteiligt gewesen sein soll.
Die Storyvorlage stammte von Lubitschs Berliner Drehbuchautoren Norbert Falk. Die zahlreichen Filmbauten wurden von William Cameron Menzies und Svend Gade entworfen bzw. umgesetzt. Der spätere Komödienregisseur Mitchell Leisen gestaltete die umfangreichen Kostüme.

## Kritiken
Paimann’s Filmlisten resümierte: "Das Sujet verfügt dank seinen bewehrten Vorwurfe über starke Wirkungen und wird durch, wenn auch oft beinahe übertriebene, humoristische Streiflichter übertroffen. Die Darstellung ist sehr gut, desgleichen Aufmachung und Photos."
In Filmarchiv Austria heißt es: „Lubitsch inszenierte das Spektakel mit musikalischer Präzision, die Titelheldin ist nur ein Teil der rhythmischen Arrangements - dies wiederum sehr zum Unwillen Pickfords. Sie bezeichnete den Film später ungerechtfertigt als "schlechtesten meiner Karriere", als "Strafe für meinen Versuch, auf der Leinwand erwachsen zu werden". Sie prägte das geflügelte Wort, dass Lubitsch sich mehr für die Türen interessiere als für die Schauspieler.“

„Auf jeden Fall ist Pickford als Rosita, der feurigen spanischen Tänzerin, die den König mit einem auf ihn gemünzten Spottlied gegen sich aufbringt, eine ziemliche Fehlbesetzung.“